# Péronne-en-Mélantois
Péronne-en-Mélantois – miejscowość i gmina we Francji, w regionie Hauts-de-France, w departamencie Nord.
Według danych na rok 1990 gminę zamieszkiwało 681 osób, a gęstość zaludnienia wynosiła 597 osób/km² (wśród 1549 gmin regionu Nord-Pas-de-Calais Péronne-en-Mélantois plasuje się na 677. miejscu pod względem liczby ludności, natomiast pod względem powierzchni na miejscu 936.).